# Сьверкоцин (Куявсько-Поморське воєводство)
Сьверкоцин (пол. Świerkocin, нім. Tannenrode) — село в Польщі, у гміні Ґрудзьондз Ґрудзьондзького повіту Куявсько-Поморського воєводства.
Населення — 625 осіб (2011).
У 1975-1998 роках село належало до Торунського воєводства.

## Демографія
Демографічна структура станом на 31 березня 2011 року:
|          | Загалом | Допрацездатний вік | Працездатний вік | Постпрацездатний вік |
| -------- | ------- | ------------------ | ---------------- | -------------------- |
| Чоловіки | 311     | 66                 | 206              | 39                   |
| Жінки    | 314     | 69                 | 188              | 57                   |
| Разом    | 625     | 135                | 394              | 96                   |